# Andrej Mazanow
Andrej Mazanow (auch Andrey Mazanov; bulgarisch Андрей Мацанов; * 16. Oktober 1880 in Köprülü, damals im Osmanischen Reich; † 1947 in Plewen, Bulgarien) war ein bulgarischer Militär, Freiheitskämpfer und gilt als eine führende Persönlichkeit der BMARK (Bulgarische Makedonisch-Adrianopeler Revolutionäre Komitees/Български Македоно-Одрински революционни комитети, einer Vorläuferorganisation der IMRO) in Makedonien und Thrakien. Er leitete das Adrianopel Revolutionäre Komitee (bulg. Одрински революционен окръг/Odrin Revolutionskomitee) der Organisation in der „7. revolutionären Region“ in Ostthrakien während des Ilinden-Preobraschenie-Aufstandes.

## Leben
Andrej Mazanow wurde 1880 in der makedonischen und zum Osmanischen Reich zugehörende Stadt Köprülü (heute Veles in der Republik Mazedonien) geboren. Mazanow besuchte zunächst die örtliche bulgarische Schule, bevor er nach Thessaloniki kam, wo er 1899 das hochangesehene bulgarische Knabengymnasium abschloss. Hier wurde er auch Mitglied der BMARK. Nach dem Abschluss des Gymnasiums in Thessaloniki zog Mazanow in die bulgarischen Hauptstadt Sofia, wo er an der dortigen „Kliment-Ohridski“-Universität Chemie studierte. 1902 schloss er sein Studium erfolgreich ab und wurde Chemielehrer an der bulgarischen Schule in Adrianopel (auch Odrin, heute Edirne in der Türkei) und im örtlichen Revolutionskomitee der BMARK tätig.
1903, als der Vorsitzende des Andianopoler Revolutionskomitees Spas Martinow Mitglied des Zentralkomitees der BMARK wurde, wurde Mazanow sein Nachfolger in Ostthrakien. Damit wurde er zur Vertrauensperson von Goze Deltschew und bei der Organisation und Durchführung des Ilinden-Preobraschenie-Aufstandes (1903) beteiligt. 1904 wurde er Lehrer in Thessaloniki und ebenfalls in der BMARK aktiv. 1906 wurde er von der osmanischen Polizei festgenommen. Dabei wurde auch sein Tagebuch gefunden, was den osmanischen Machthabern wichtige Hinweise zur Organisationsstruktur der BMARK und Namen lieferte. Die ausgelöste Verhaftungswelle fügte der Organisation enormen Schaden in der Region von Thessaloniki zu und wurde als die Mazanow-Affäre (bulg. Мацанова афера) bekannt. Mazanow selbst wurde später von der bulgarischen Regierung frei gekauft.
An den Balkankriegen von 1912 und 1913 nahm Andrej Mazanow als Freiwilliger des Makedonien-Adrianopel-Freiwilligen-Korps der bulgarischen Armee teil und war in Kampfhandlungen mit Osmanen und Serben beteiligt. Er war dabei Teil der Tscheta von Todor Orowtschanow, welche seine Heimatstadt Veles am 5. Oktober 1912 von den Osmanen einnehmen konnte. Während des Ersten Weltkrieges war er Offizier des 3. Bataillons der 11. Makedonien Division der bulgarischen Armee.
Nach dem Krieg zog Andrej Mazanow nach Plewen, wo er erneut Chemielehrer wurde und 1947 verstarb.